# Stanton (Kalifornia)
Stanton város az USA Kalifornia államában, Orange megyében. Lakosainak száma 37 962 fő (2020. április 1.).

## Népesség
A település népességének változása:

| 2010 | 38 186 |
| 2020 | 37 962 |